# Glurnhör

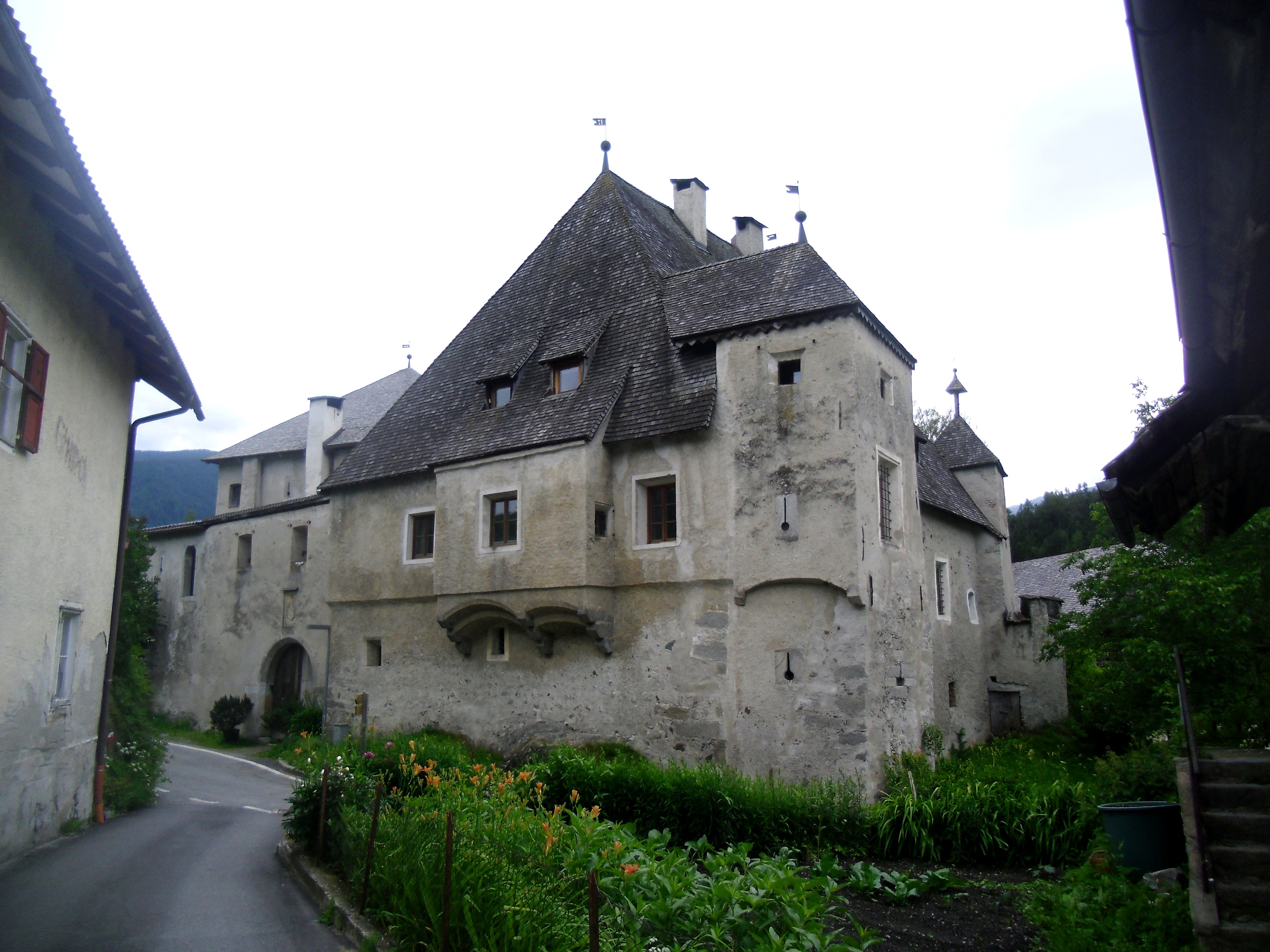
Hebenstreit oder Glurnhör, mit Schießscharten und Erkern befestigte Anlage

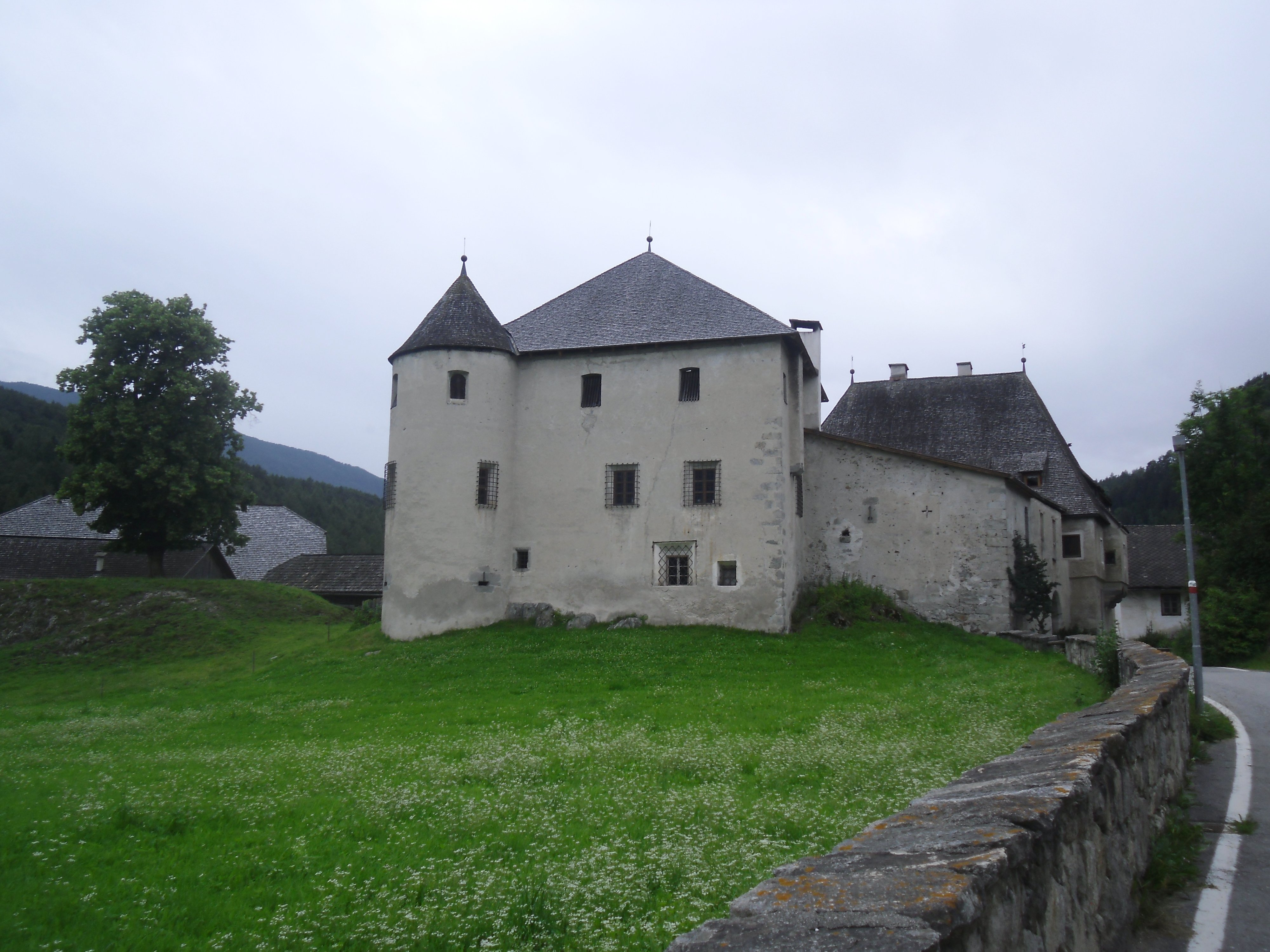
Seitenansicht

Glurnhör oder Hebenstreit ist der Name eines Ansitzes in der Gemeinde St. Lorenzen in Südtirol. Bautypologisch weist das Gebäude auch Merkmale eines Festen Hauses oder einer Burg auf.

## Geschichte
Als Erbauer gelten die Glurnher von Sunberg. 1423 besaß es Christoph Glurnhör, der ohne männliche Nachkommen starb. Seine Tochter Martha heiratete den Hofrichter Jörg Aichhorn, welcher 1466 von Kaiser Friedrich III. für Glurnhör die Freiung erhielt. Darauf fiel der Ansitz an die Hebenstreit die ursprünglich aus Kärnten stammten. Leonhard Hebenstreit war um 1498 nach Tirol in das Pustertal gezogen. Die Familie brachte nach und nach die Ansitze Aschbach, Glurnhör, Mauren, Schwarzenhorn, Aufhofen und Morenfeld an sich. Als nachfolgende Besitzer vermehrten die Hebenstreit das Wappen der Glurnhör mit ihrem eigenen und nannten sich fortan „Hebenstreit von und zu Glurhör“. Um 1580 wurde die Anlage in die heutige Form gebracht. Kaiser Ferdinand I. verlieh am 9. August 1543 den Brüdern Benedikt und Christoph Hebenstreit den rittermäßigen Adelsstand. 1589 starb Benedikt Hebenstreit zu Glurnhör und wurde in der Klosterkirche Sonnenberg bestattet. Seine Nachkommen verkauften den Ansitz Anfang des 19. Jahrhunderts an einen Bauern. Am 14. Oktober 1985 erfolgte die Unterschutzstellung von Seiten des Südtiroler Landesdenkmalamtes.